# 小行星2671
小行星2671（2671 Abkhazia）是一颗绕太阳运转的小行星，为主小行星带小行星。该小行星于1977年8月21日发现。
該小行星以中亞國家阿布哈茲命名。

## 轨道参数
小行星2671的轨道半长轴为2.6085710 UA，离心率为0.1197332。